# Storsjön
Der Storsjön (/ˈstuːˌʂœn/) ist mit seinen 456 Quadratkilometern und einer größten Tiefe von 74 Metern der fünftgrößte See Schwedens. Die größte Insel ist Frösön, sie bildet zusammen mit der Stadt Östersund auf dem Festland das Zentrum der historischen Provinz Jämtland. Der Fluss Indalsälven durchfließt den See.
Weitere Orte rund um den See sind Krokom, Brunflo, Orrviken, Myrviken, Svenstavik und etliche kleinere. Die Inseln Andersön, Skansholmen und Isön im Storsjön sind Naturreservate.
Im See soll ein Ungeheuer leben, das Storsjöodjuret.